# Melitaea armoricana
Melitaea armoricana är en fjärilsart som beskrevs av Charles Oberthür 1911. Melitaea armoricana ingår i släktet Melitaea och familjen praktfjärilar. Inga underarter finns listade i Catalogue of Life.